# René Hüssy
René Hüssy, dit Hüssy II, né le 19 octobre 1928  à Zurich et mort le 12 mars 2007, est un joueur, puis un entraîneur de football suisse. 
Il a remporté trois fois le championnat de Suisse en tant que joueur, et une fois en tant qu'entraîneur. Il a également remporté trois fois la Coupe de Suisse. Il a entraîné l'équipe nationale Suisse de 1973 à 1976.

## Clubs (joueur)
- 1947-1949 : Grasshopper-Club Zurich
- 1949-1951 : FC Lausanne-Sport
- 1951-1961 : Grasshopper-Club Zurich

## Clubs (entraîneur)
- 1961-1963 : Grasshopper-Club Zurich (jeunes)
- 1963-1970 : FC Winterthur
- 1970 : Équipe de Suisse
- 1971-1973 : Grasshopper-Club Zurich
- 1973-1976 : Équipe de Suisse

## Palmarès (joueur)
- Champion de Suisse en 1951 avec le FC Lausanne-Sport
- Champion de Suisse en 1952 avec le Grasshopper Club Zurich
- Champion de Suisse en 1956 avec le Grasshopper Club Zurich
- Vainqueur de la Coupe de Suisse en 1950 avec le FC Lausanne-Sport
- Vainqueur de la Coupe de Suisse en 1952 avec le Grasshopper Club Zurich
- Vainqueur de la Coupe de Suisse en 1956 avec le Grasshopper Club Zurich

## Palmarès (entraîneur)
- Champion de Suisse en 1971 avec le Grasshopper Club Zurich